# Liste des monuments nationaux du Pakistan
Selon le Ministère de l'Environnement du Pakistan, à partir d'octobre 1997, il y a 10 monuments nationaux dans le pays. Un monument supplémentaire, le Monument du Pakistan a été construit à Islamabad, pendant les années 2000. Il y a quatre monuments à Karachi, quatre dans le Pendjab et seulement un dans le Baloutchistan.
| Nom                                                     | Lieux                             | Description | Image |
| ------------------------------------------------------- | --------------------------------- | ----------- | ----- |
| Résidence Ziarat                                        | District de Ziarat, Baloutchistan |             |       |
| Monument du Pakistan                                    | Islamabad                         |             |       |
| Mosquée Faisal                                          | Islamabad                         |             |       |
| Maison d'Abdus Salam                                    | Jhang                             |             |       |
| Tombe de Mohamed Iqbal                                  | Lahore                            |             |       |
| Musée Mohamed Iqbal                                     | Lahore                            |             |       |
| Minaret du sommet islamique                             | Lahore                            |             |       |
| Minar-e-Pakistan                                        | Lahore                            |             |       |
| Khaliq Deena Hall                                       | Karachi                           |             |       |
| Mausolée Mazar-e-Quaid de Muhammad Ali Jinnah           | Karachi                           |             |       |
| Musée Quaid-e-Azam                                      | Karachi                           |             |       |
| Manoir Wazir (lieu de naissance de Muhammad Ali Jinnah) | Karachi                           |             |       |